# Thuram (Fußballspieler, 1991)
Rogério Conceição do Rosário, bekannt als Thuram, (* 1. Februar 1991 in Cairu) ist ein brasilianischer Fußballspieler.

## Karriere
Er begann seine Karriere 2011 bei Athletico Paranaense, kam hier jedoch nie zum Einsatz und wurde mehrere Male verliehen. 2013 wurde Thuram nach Europa zum zypriotischen Verein Aris Limassol verliehen, wo ihm 15 Treffer gelangen. Danach verpflichte ihn Monte Azul und verlieh ihn sogleich nach Zypern und Griechenland, wo er erneut überzeugen konnte. Es folgten Stationen bei PAS Lamia, Konyaspor und Tuzlaspor. Im Sommer 2021 wechselte der Brasilianer zu Ionikos Nikea.